# Miryam Roper
Miryam Roper, auch Miryam Roper Yearwood oder Miryam Roper-Yearwood, (* 26. Juni 1982 in Aachen) ist eine deutsch-panamaische Judoka, die in der Gewichtsklasse bis 57 kg antritt.

## Karriere in Deutschland

### Internationale Erfolge
Roper begann in den 1990er Jahren mit dem Wettkampfsport, 2004 belegte sie bei den deutschen Meisterschaften den zweiten Platz hinter Karoline Kubatzki. 2007 erreichte sie den dritten Platz beim Super-Weltcup in Hamburg. Mit der deutschen Mannschaft gewann sie 2008 Weltmeisterschaftsbronze und 2010 Weltmeisterschaftssilber. 2011 unterlag sie im Finale bei den deutschen Meisterschaften gegen Sandy Nisser, eine Woche später gewann Roper in Sofia ihr erstes Weltcup-Turnier. Bei den Mannschaftseuropameisterschaften 2011 gehörte sie zur zweitplatzierten deutschen Equipe. Bei den Weltmeisterschaften 2011 in Paris belegte Roper den fünften Platz. 2012 gewann sie das Weltcup-Turnier in Sofia und belegte in Bukarest den zweiten Platz. Bei den Judo-Europameisterschaften 2012 gewann sie die Bronzemedaille. Im Dezember 2013 rückte sie in der 57-kg-Klasse der Judo-Weltrangliste auf Platz 1. 2015 gewann sie in dieser Gewichtsklasse die Bronzemedaille im Einzel und Silber mit der Mannschaft bei den Europaspielen.
Miryam Roper gehört der Bundesligamannschaft des 1. Judo-Clubs Mönchengladbach an.

### Verbandswechsel
Nach einem frühen Ausscheiden gegen ihre Angstgegnerin Rafaela Silva  bei den Olympischen Sommerspielen in Rio de Janeiro wurde ihr telefonisch durch den Bundestrainer Claudiu Pusa mitgeteilt, dass sie keine Perspektive mehr auf die Olympischen Sommerspiele 2020 in Tokio habe. Ropers panamaischer Vater ermöglichte ihr, eine Startberechtigung für Panama zu erhalten. Diese begann im April 2017 und Roper gewann wenige Wochen später direkt den Grand Slam in Jekaterinburg. 2018 gewann sie eine Bronzemedaille bei den panamerikanischen Meisterschaften. Bei den Panamerikanischen Spielen 2019 in Lima erkämpfte  sie ebenfalls eine Bronzemedaille. 2020 siegte sie bei den panamerikanischen Meisterschaften. Bei den Olympischen Spielen in Tokio schied sie in ihrem Auftaktkampf aus.